# Saison cyclonique 1954 dans l'océan Atlantique nord
La saison cyclonique 1954 dans l'océan Atlantique nord aurait dû avoir lieu par convention du 1er juin 1954 au 30 novembre 1954, période où se produisent la plupart des cyclones sur l'Atlantique. Cependant, la saison 1954 s'est étendue jusqu'au 6 janvier 1955 avec le second ouragan Alice, soit la première fois qu'un nom d'ouragan ait utilisé deux fois la même saison. La saison 1954 fut très active pour le nord-est des États-Unis d'Amérique: 
- les ouragans Carol et Edna suivirent pratiquement la même trajectoire, passant près des Outer Banks de la Caroline du Nord pour frapper ensuite la Nouvelle-Angleterre, causant 500 millions $US (de 1954) de dommages;
- Hazel fut l'ouragan causant le plus de dégâts (250 millions $US de 1954) et tuant plus d'un millier de personnes à Haïti, 95 aux États-Unis et 81 au Canada.

## Tempêtes et ouragans

### Noms
La liste des noms utilisée pour nommer les tempêtes et les ouragans qui se sont formés dans l'Atlantique du nord durant l'année 1954 est celle ci-dessous. Les noms qui ne furent pas utilisés sont en gris.
| - Alice (1) - Barbara - Carol - Dolly - Edna - Florence - Gilda - Hazel - Alice (2) | - Irene - Jill - Katherine - Lucy - Mabel - Norma - Orpha - Patsy - Queena | - Rachel - Susie - Tina - Una - Vicki - Wallis - Xenia - Yvonne |

### Détails

#### Ouragan Alice (1)

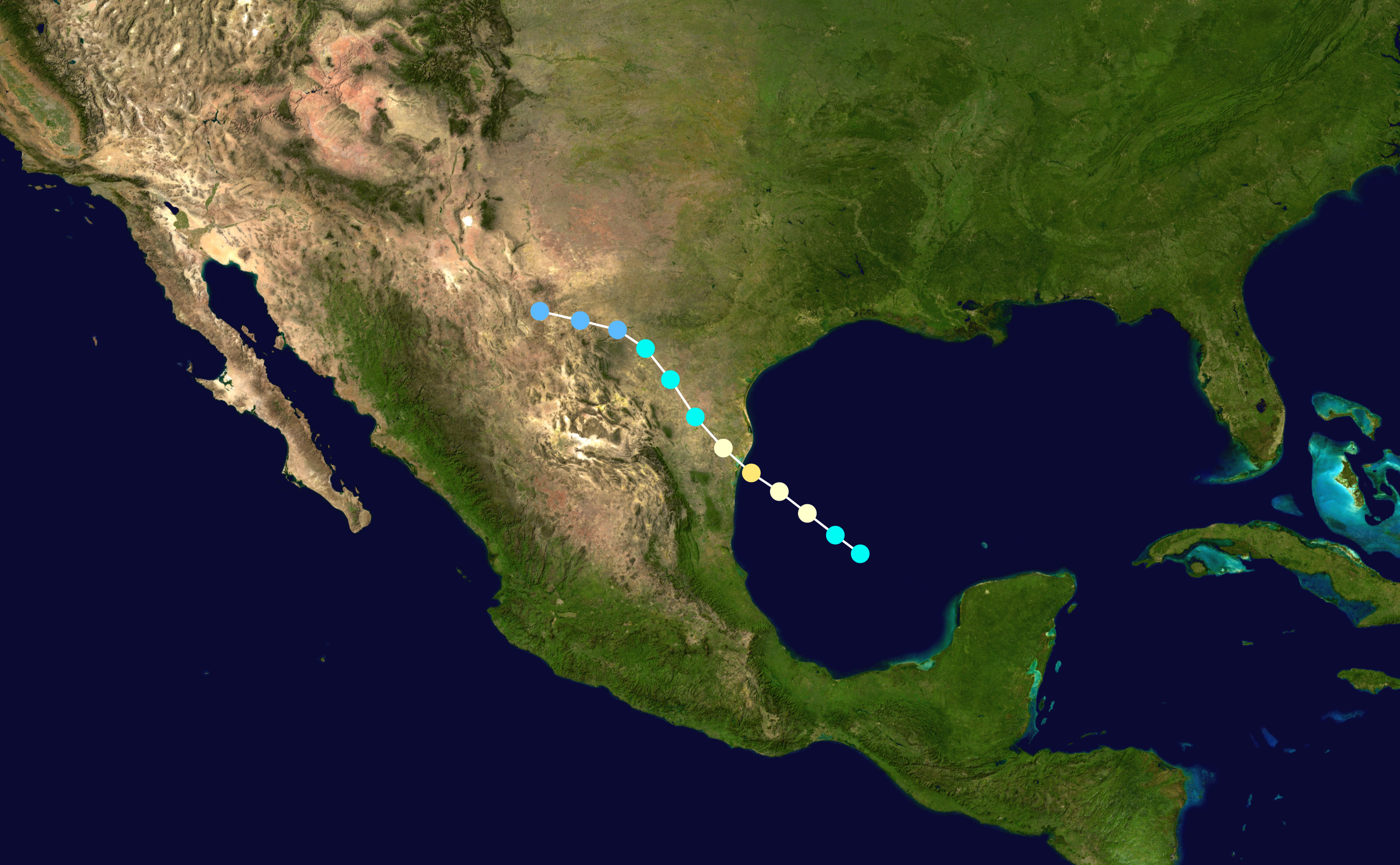

Alice s'est rapidement développé comme une tempête tropicale dans la partie occidentale du Golfe du Mexique le 24 juin et est devenu un ouragan le lendemain sur le Texas. Ses pluies abondantes ont causé des dommages importants aux récoltes, dont celle du coton, et 55 morts.

#### Tempête tropicale Barbara

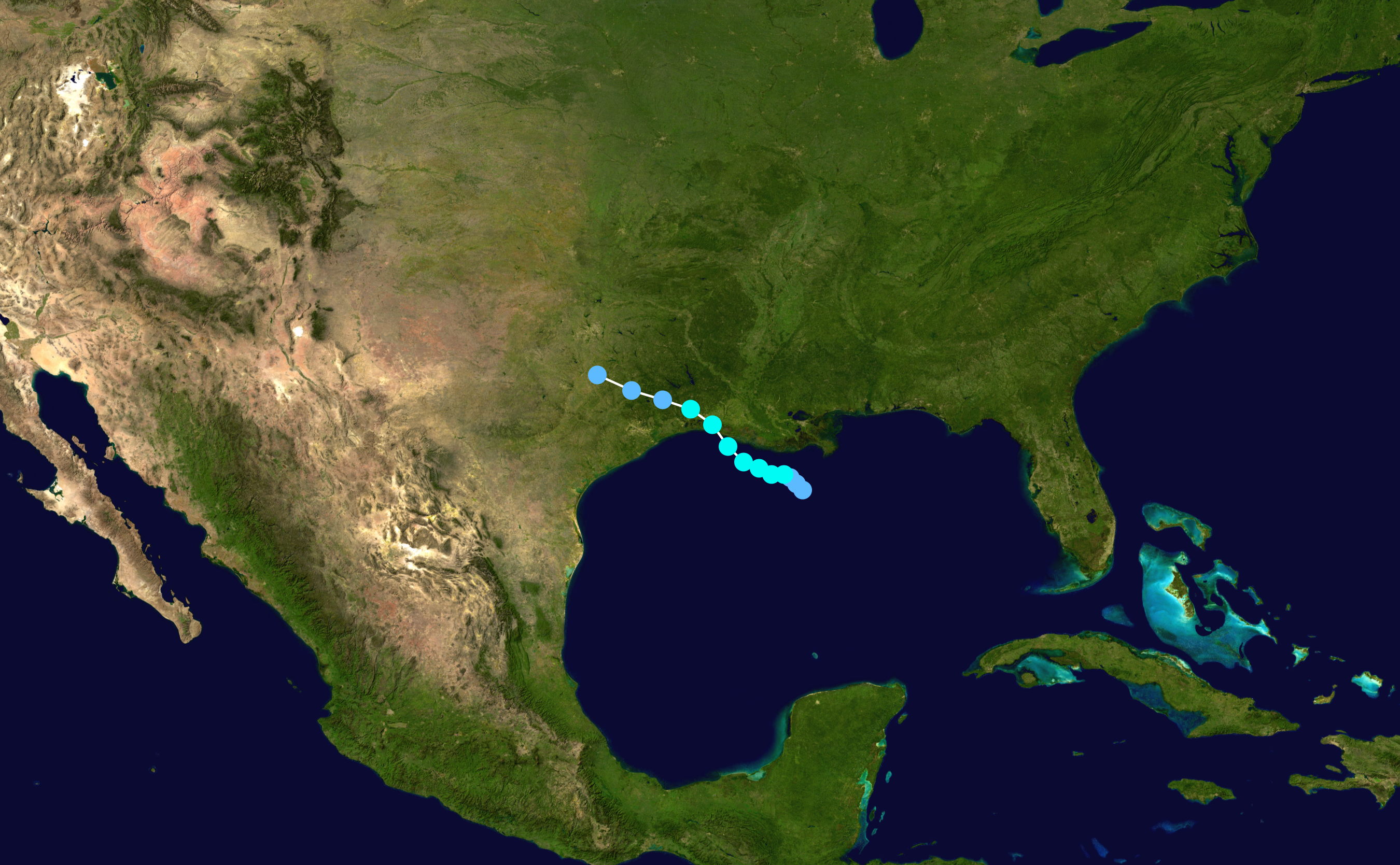

Les 27 juillet, une dépression tropicale dans le nord du Golfe du Mexique s'est formée. Elle se déplaça vers le nord-ouest et devint une tempête tropicale le lendemain. Devenant l'ouragan Barbara ensuite, il frappa Vermillion Bay (Louisiane) le 29 juillet et se dissipa le lendemain. La tempête causa des inondations modérées qui furent plus bénéfiques que dommageables.

#### Ouragan Carol

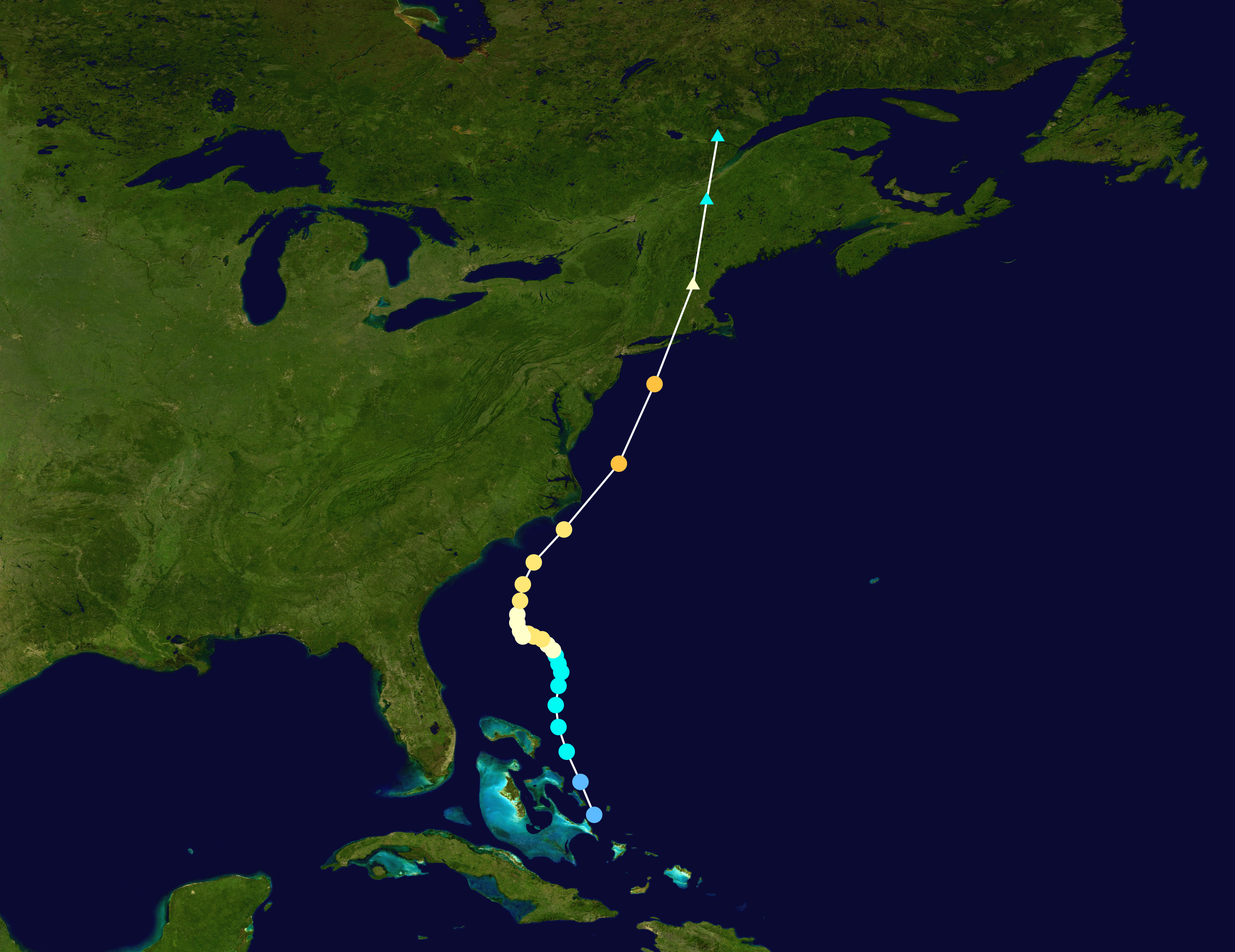

L’ouragan Carol est l’un des pires cyclones tropical à être passé en Nouvelle-Angleterre aux États-Unis. Ayant débuté comme une onde tropicale près des Bahamas le 25 août 1954, il atteignit la catégorie 2 de l’échelle de Saffir-Simpson en se dirigeant vers le nord. Cet ouragan bien organisé traversa Long Island puis toucha le Connecticut le 31 août. Il continua ensuite son chemin vers le nord mais la friction lui fit perdre rapidement son intensité et il devint une dépression extratropicale. 
Carol était parmi les plus coûteux ouragans à frapper les États-Unis lors de son passage en 1954. En 2006, il détenait toujours le vingt-deuxième rang. Il a causé des dommages estimés à 460 millions $US (de 1954), en plus de faire 60 morts.

#### Ouragan Dolly

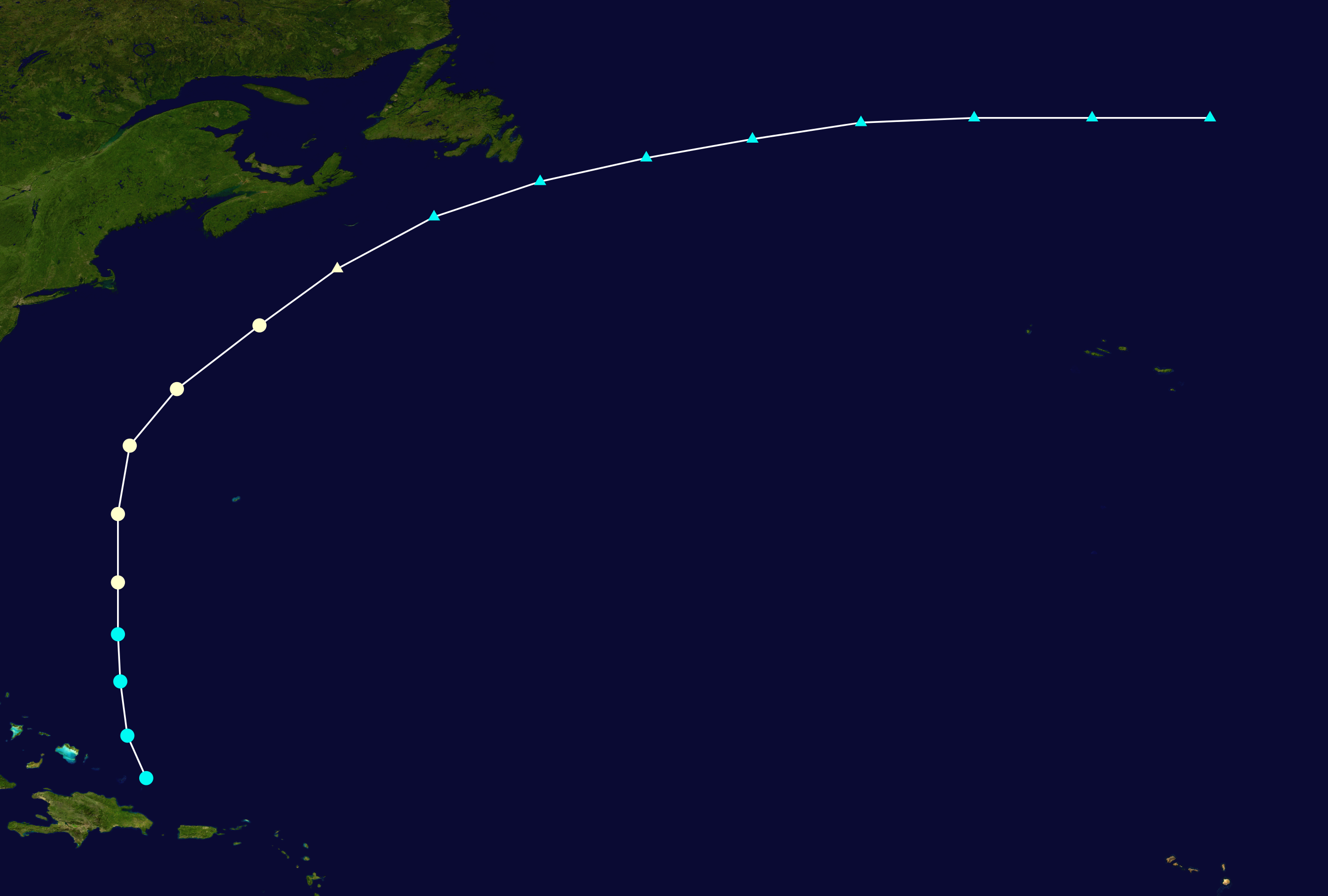

Une onde tropicale se déplaçant rapidement devint une dépression tropicale le 31 août, juste au nord-ouest de Porto Rico. Elle devint une tempête tropicale plus tard ce jour-là et un ouragan le 1er septembre. Après avoir atteint des vents maximum de 153 km/h, Dolly amorça sa transition extratropicale au sud de la Nouvelle-Écosse le 2 septembre.

#### Ouragan Edna

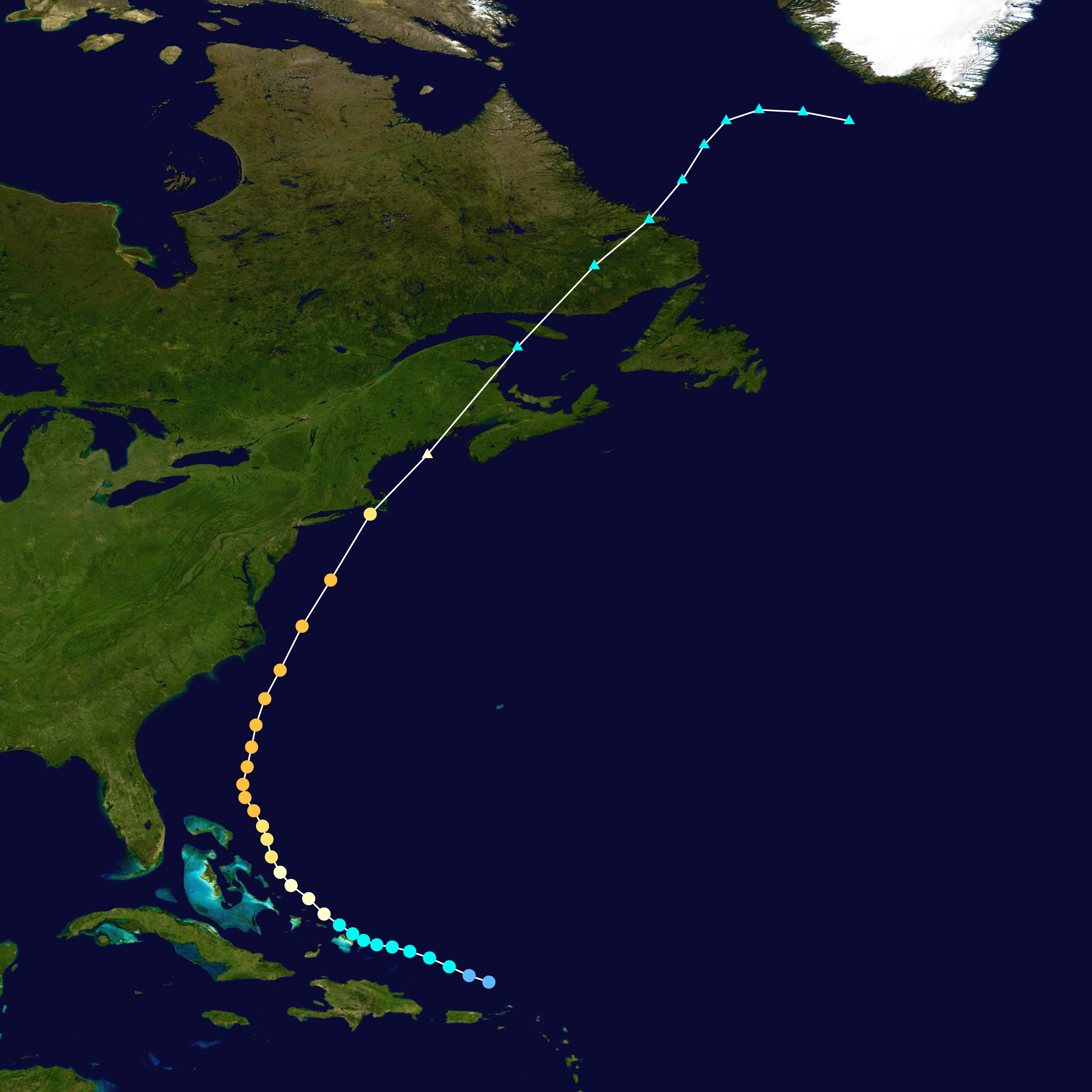

Edna suivit une trajectoire assez similaire à Carol et passa juste au large des Outer Banks avant de toucher terre au Cap Cod et de frapper le Maine, la Nouvelle-Écosse et le Nouveau-Brunswick ensuite. L'ouragan était de catégorie 1 à chaque fois. Il donna encore de forts vents et de la pluie abondante sur une région qui avait été touché par Carol seulement douze jours antérieurement. Il causa 20 morts additionnelles et  40 millions $US (de 1954) de dommages.

#### Ouragan Florence

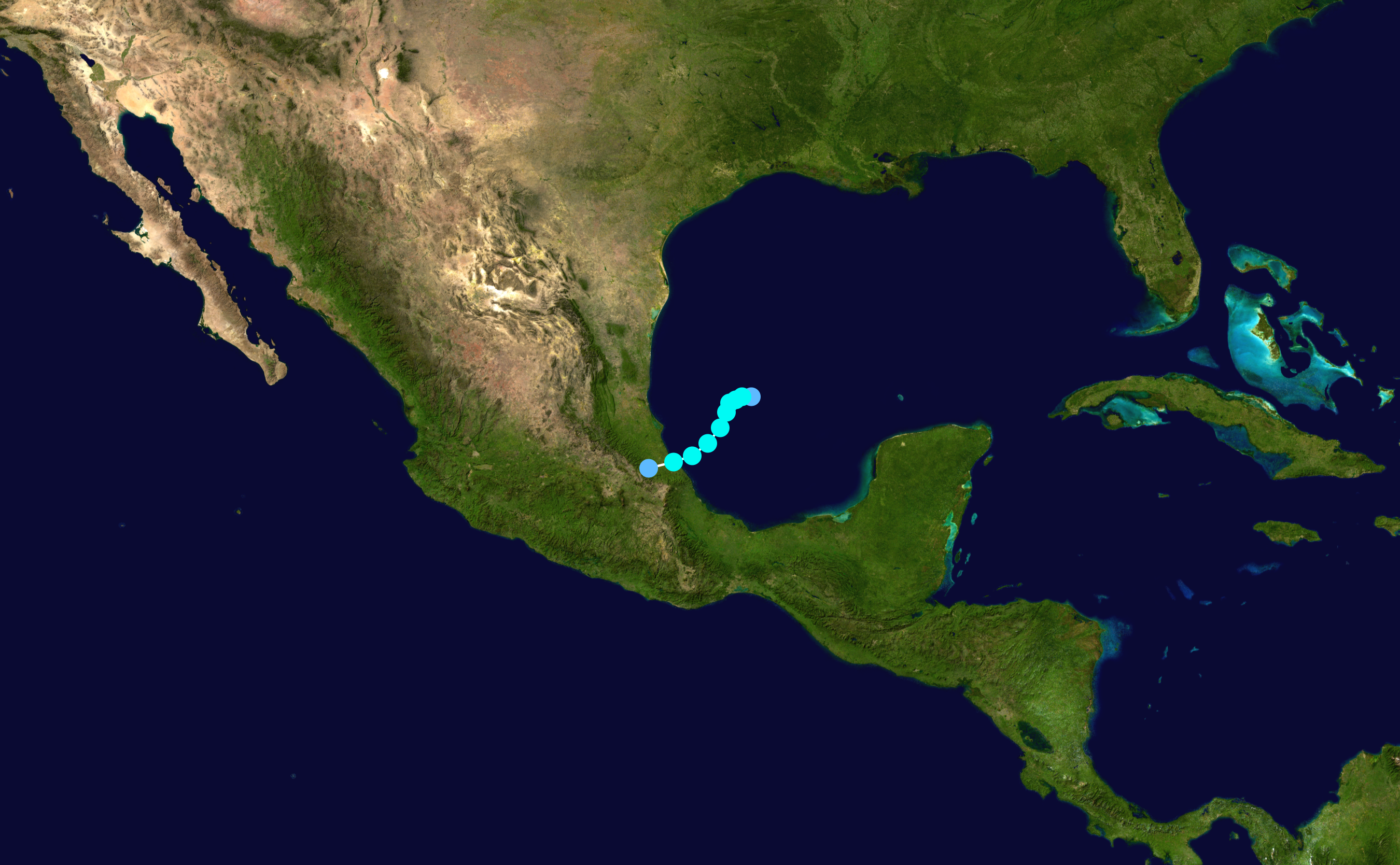

Une tempête tropicale se forma dans la Baie de Campêche le 11 septembre et devint le faible ouragan Florence. Ce dernier se déplaça vers l'ouest-sud-ouest et frappa entre  Tuxpan et Nautla dans l'État de Veracruz au Mexique, le 12 septembre puis se dissipa. Il causa quand même la mort de cinq personnes et 1.5 million $US (de 1954) de dommages, principalement aux bananeraies. 

#### Tempête tropicale Gilda

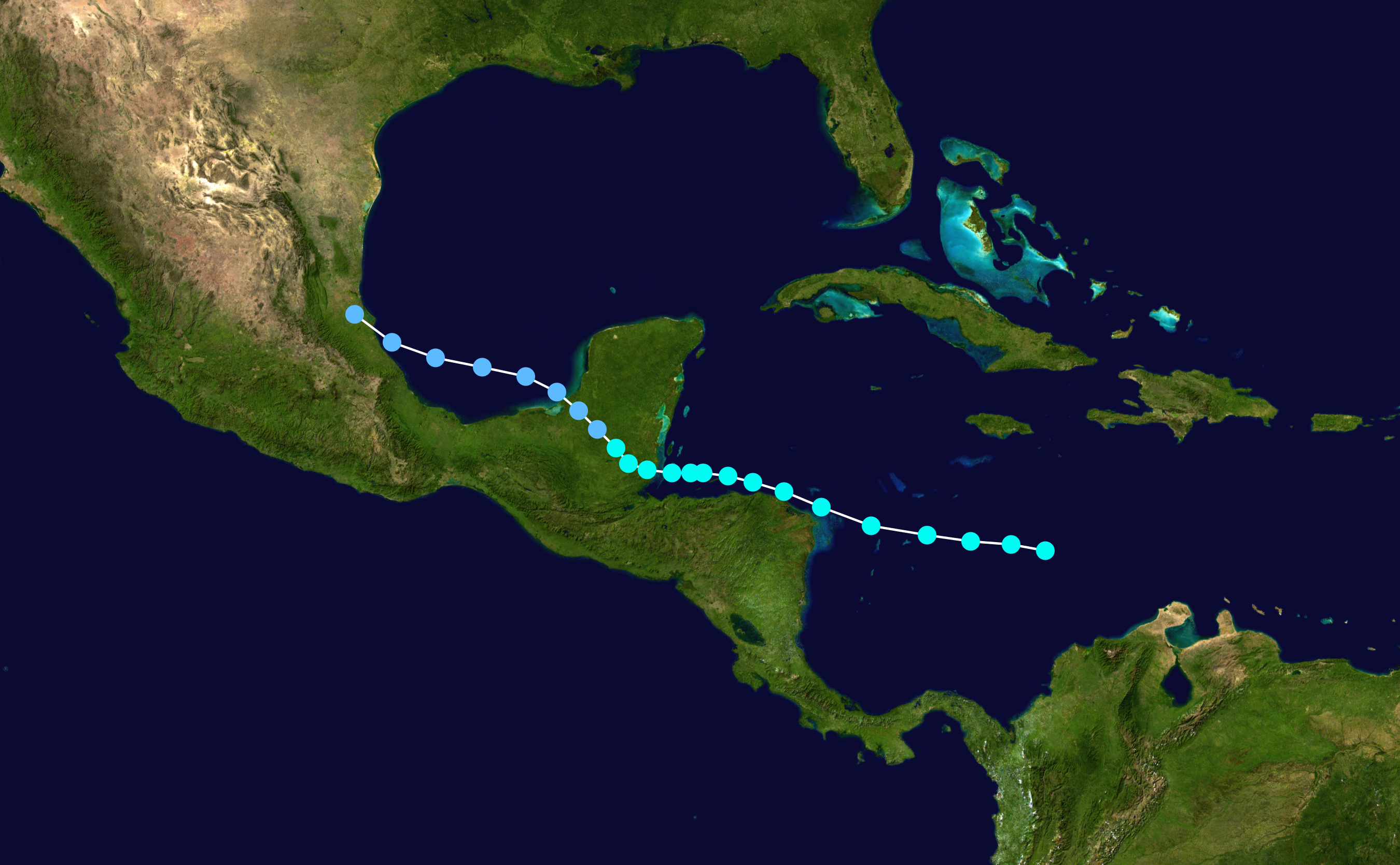

La tempête tropicale Gilda s'est formée dans la Mer des Caraïbes le 24 septembre et s'est déplacée vers l'ouest en atteignant son maximum d'intensité, ayant des vents de 113 km/h, juste avant de frapper le Belize le 27 septembre. Gilda provoqua la mort de 29 personnes et des inondations importantes, surtout dans le nord du Honduras

#### OuraganEight(huit)

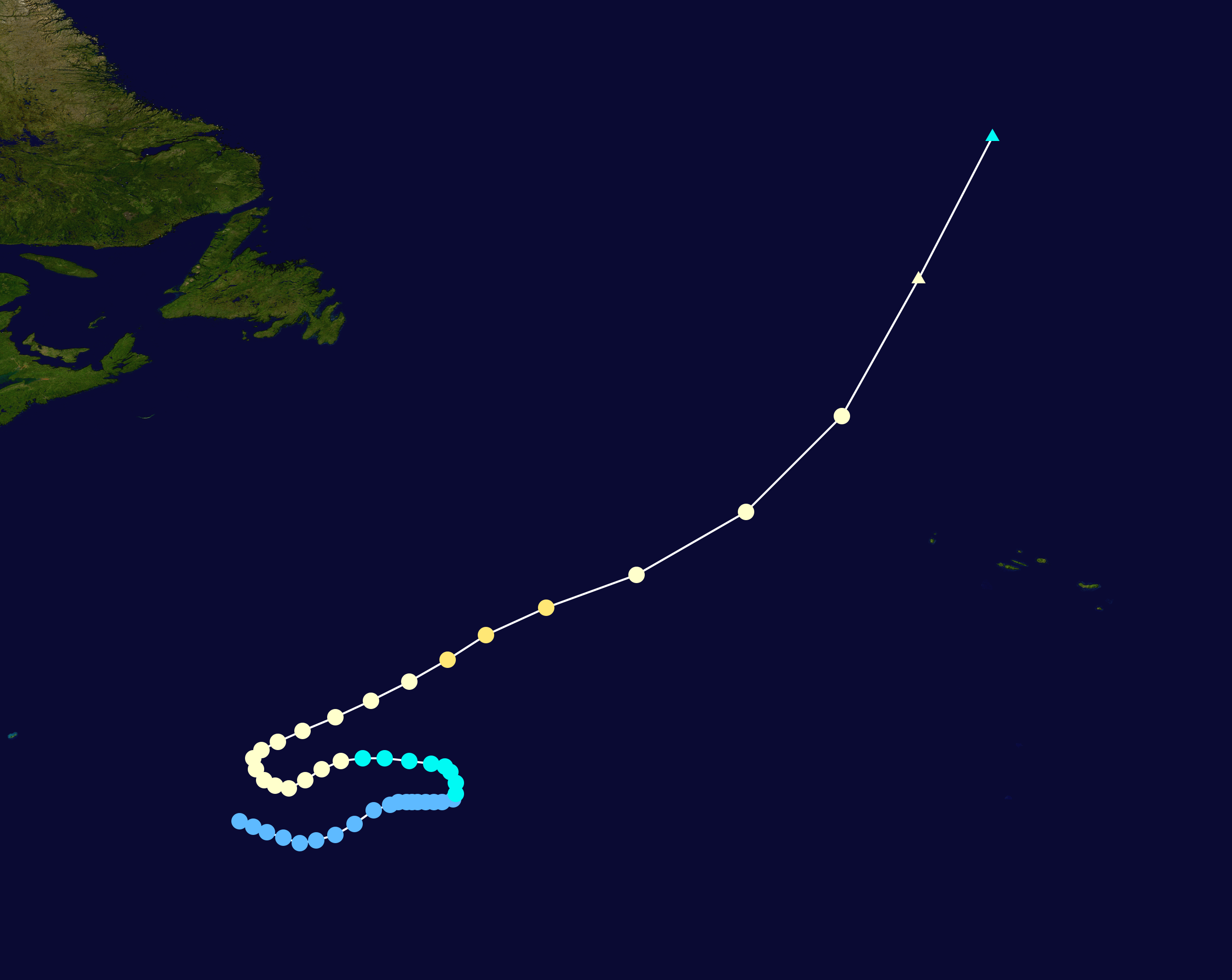

Une dépression tropicale s'est formée dans l'Atlantique central le 25 septembre. Elle dériva vers le nord-est, devenant alors une tempête tropicale le 29. Ce système tourna ensuite vers l'ouest-sud-ouest et devint un ouragan le 2 octobre. Il changea de direction vers le nord-est le 3 octobre et atteint un maximum de vent à 153 km/h très rapidement. Le 6 octobre, l'Ouragan Eight (huit) devint extratropical sur le nord-est de l'Atlantique.

#### Dépression tropicale non répertoriée

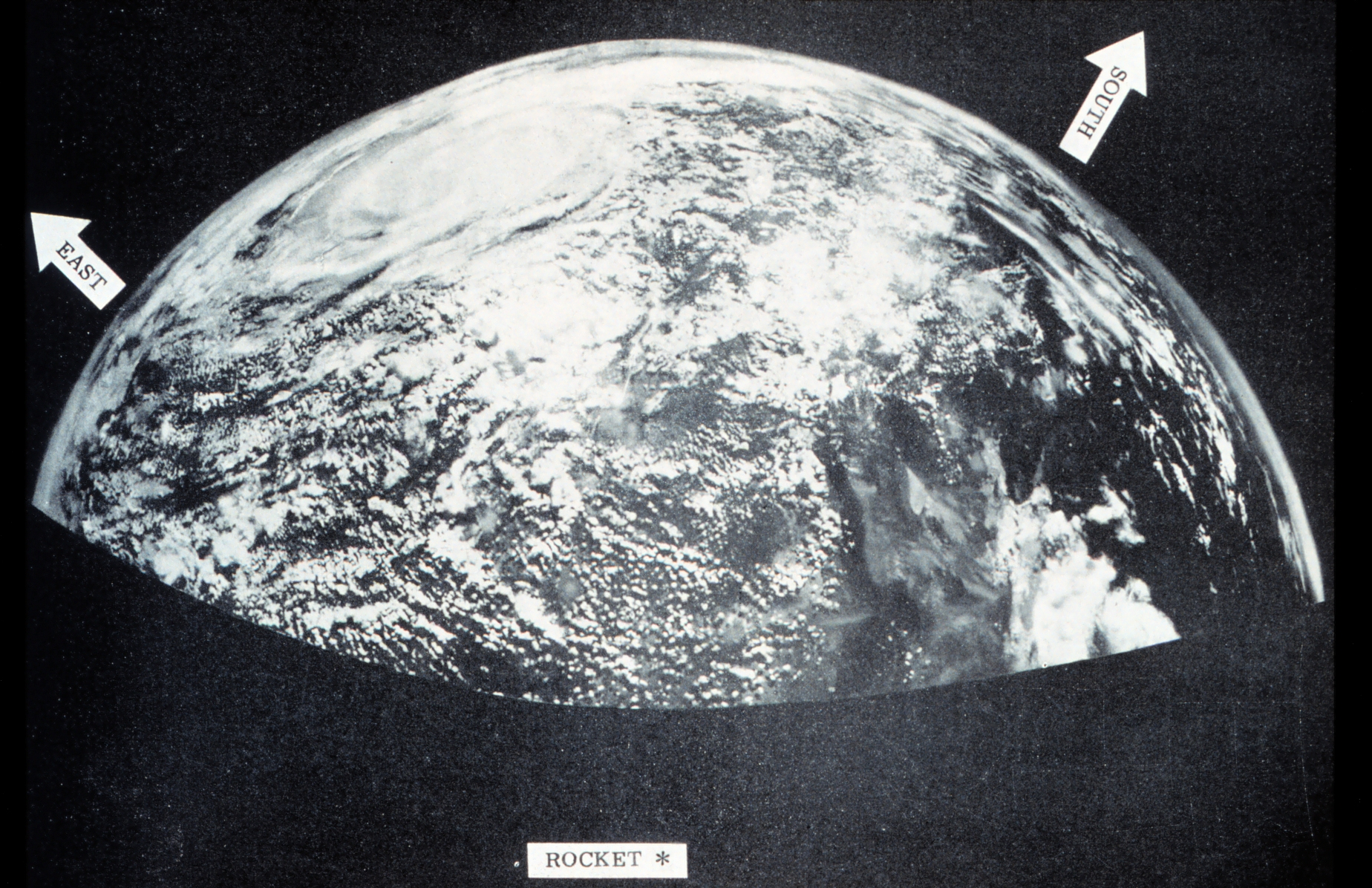
Première photo de haute altitude par une fusée-sonde sous-orbitale le 5 octobre 1954 à 18 TUC: on y voit la dépression tropicale sans numéro dans la partie supérieure gauche

Au début d'octobre ou à la toute fin de septembre, une dépression tropicale s'est formée dans le Golfe du Mexique. Elle toucha terre près de la frontière entre les États-Unis et le Mexique le 3 octobre. Devenue un système extratropical, elle se dirigea vers l'intérieur de terres et tourna ensuite vers le nord avant d'entrer au Nouveau-Mexique et de se dissiper le 7 octobre. Ce système causa des inondations soudaines dans le bassin de la rivière Pecos, avec un maximum de 250 mm de pluie près de Canton (Nouveau-Mexique) 

#### Ouragan Hazel

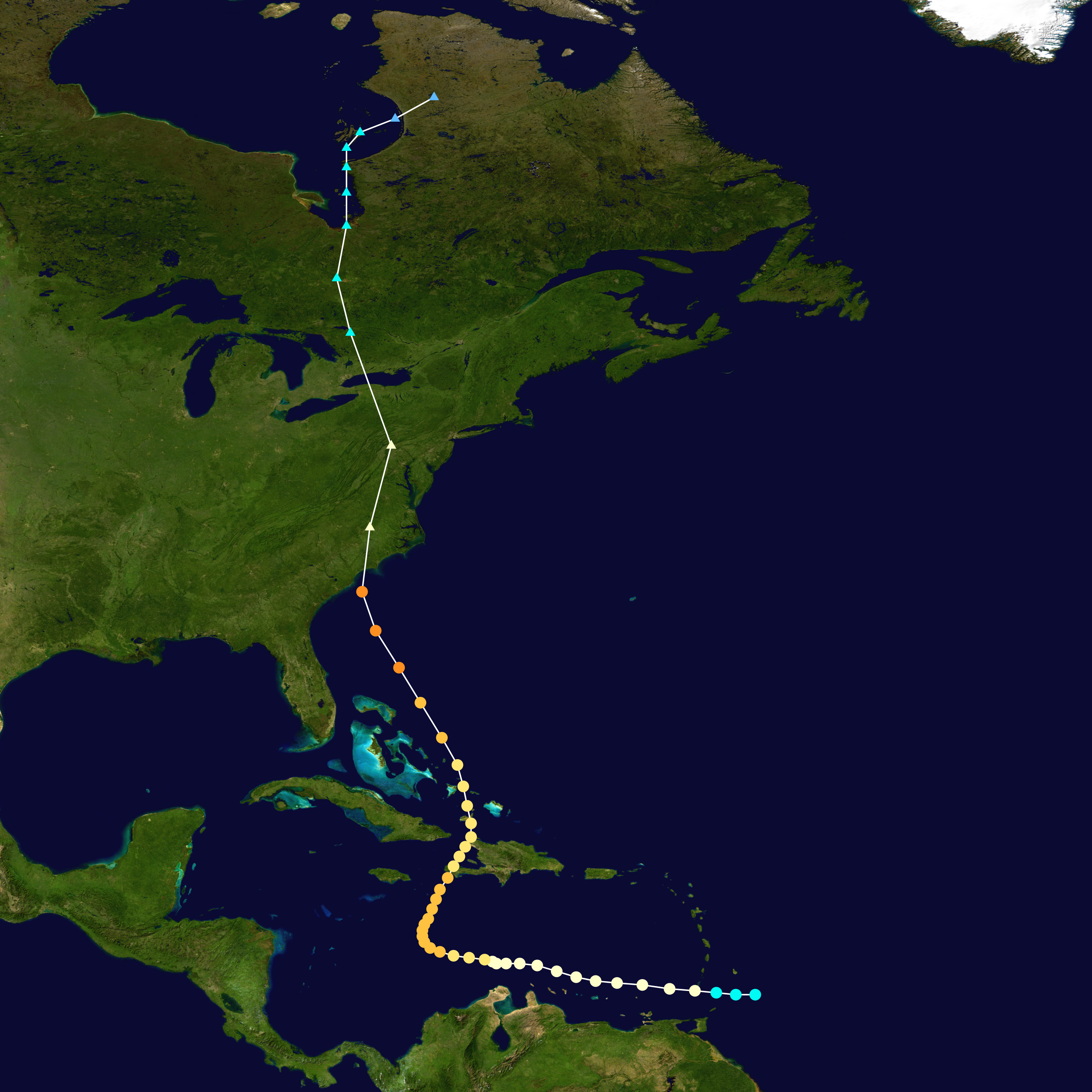

L'ouragan Hazel est la tempête la plus destructrice de la saison 1954. Il se développa dans les Antilles et se déplaça vers le nord pour frapper Haïti comme un ouragan majeur au début d'octobre. Il continua rapidement vers le nord-nord-ouest et toucha terre près de la frontière entre la Caroline du Sud et la Caroline du Nord le 15 octobre ayant atteint la catégorie 4. Hazel se dirigea ensuite vers le sud de l'Ontario (Canada) où, étant devenu une dépression extratropicale, il causa des inondations meurtrière et fit sentir ses vents destructeurs. L'ouragan Hazel causa 250 millions $US (de 1954) de dommages et jusqu'à 1 200 morts, la majorité en Haïti.

#### Tempête tropicale numéroQuinze

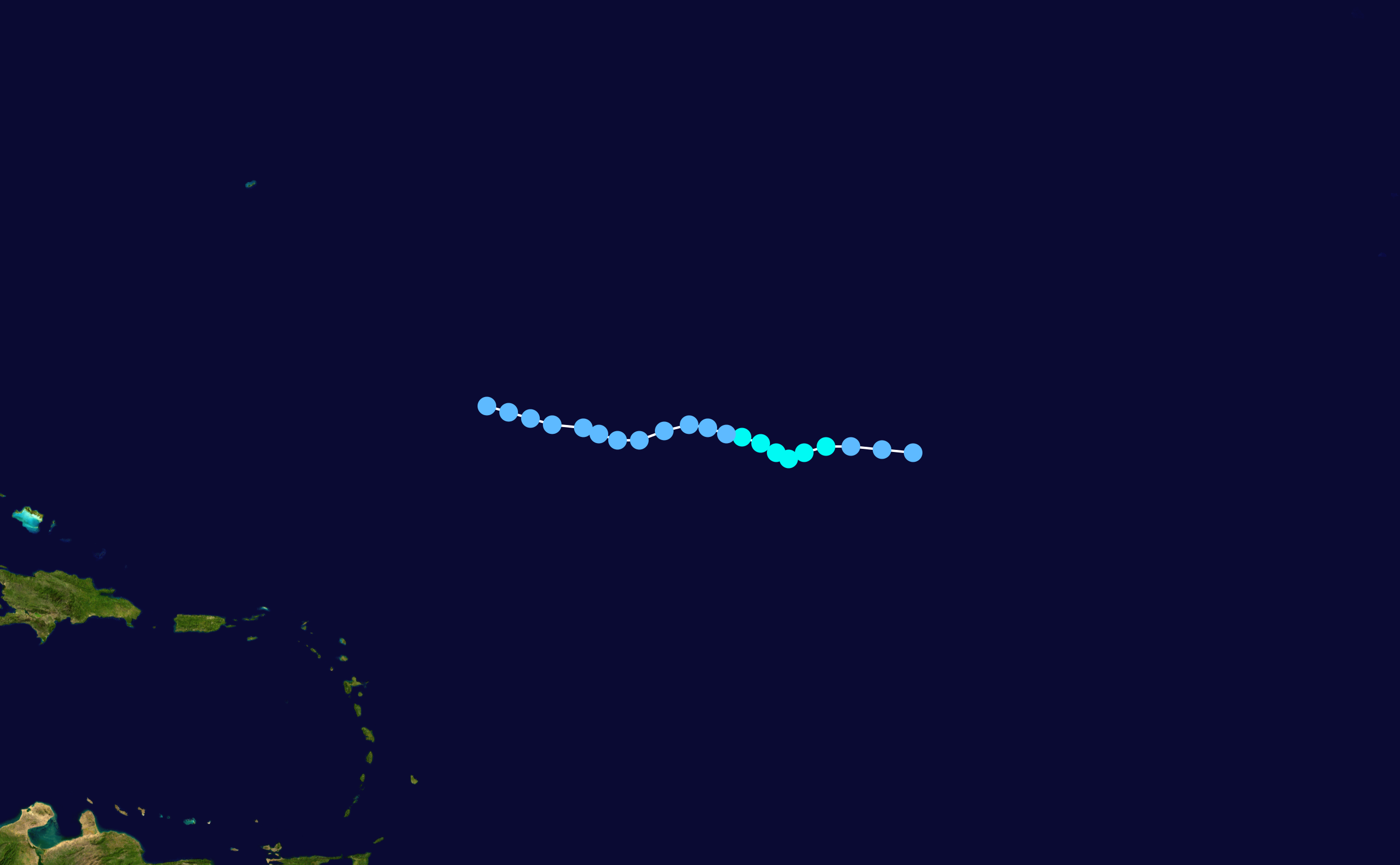

Le 16 novembre, une dépression tropicale se développa au nord-est des Petites Antilles. Elle se déplaça vers l'ouest, atteignant une maximum de vents de 80 km/h avant de se dissiper le 21 novembre.

#### Ouragan Alice (2)

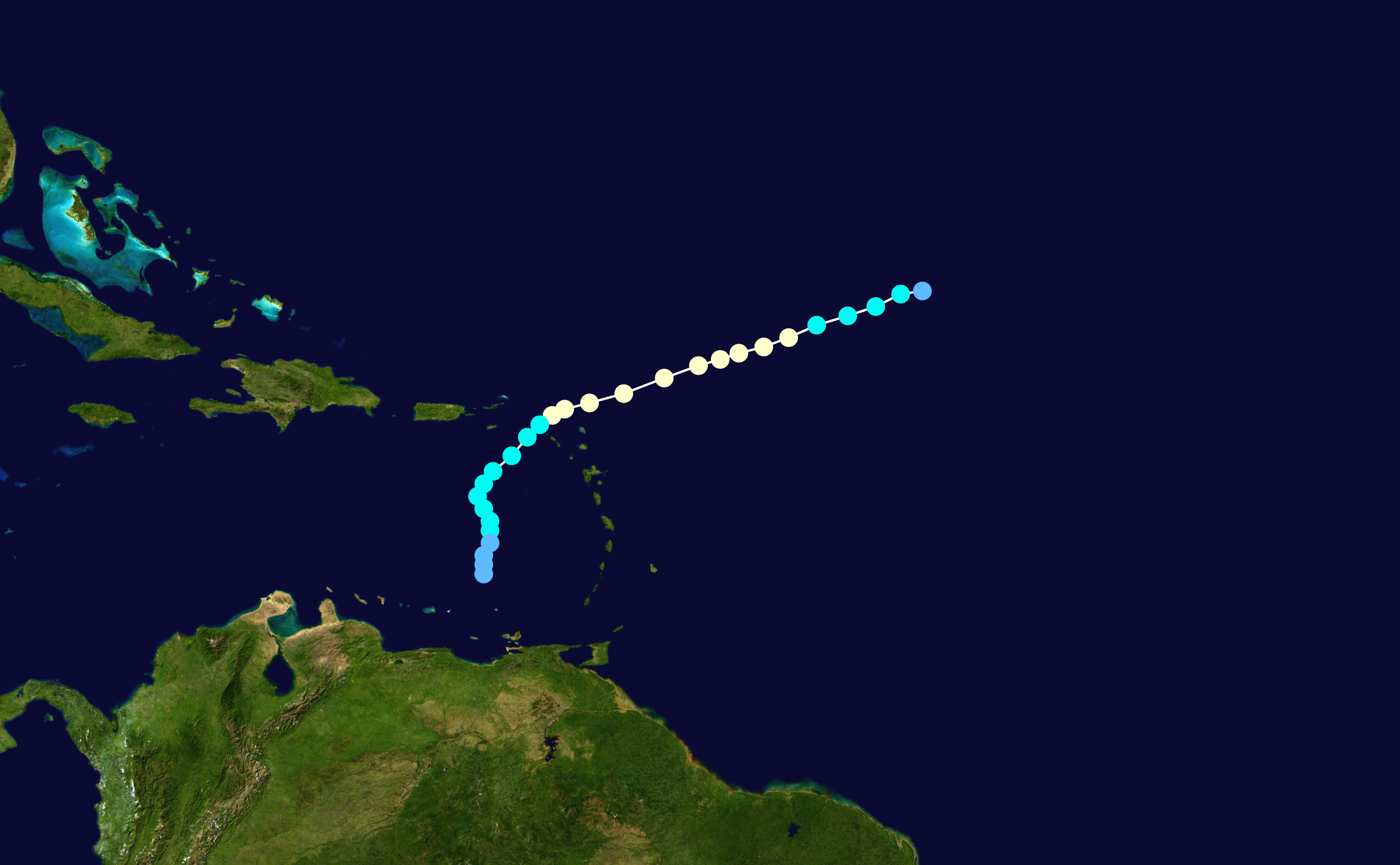

L'ouragan Alice (2) fut l'une des deux seules tempêtes tropicales de l'Atlantique, la Tempête tropicale Zeta (2005) étant l'autre, et le seul ouragan nommé dont la durée s'étend de la fin d'une année au début de la suivante. Il se forma dans le nord-est des Petites Antilles tard en décembre et se dissipa dans le sud-est de la Mer des Caraïbes tôt en janvier. Il ne causa que des dommages mineurs.  
Le nom Alice fut utilisé deux fois cette saison-là car on pensa d'abord qu'Alice (2) s'était formé le 1er janvier, faisant donc partie de la saison 1955. Cependant, une analyse post mortem montra que sa naissance se situait plutôt le 30 décembre et qu'il faisait partie de la saison 1954. Comme le National Weather Service utilisait les mêmes noms année après année à cette époque, le nom Alice est donc revenu bizarrement deux fois en 1954. Sans cette erreur de datation, son nom aurait été Irène.

## Retraits de noms
Le nom Carol a été réutilisé durant la saison 1965 mais fut retiré par la suite quand la façon moderne de nommer les ouragans fut adoptée. Edna et Hazel ne furent plus jamais utilisés et ont été retirés.